# Alfons Van Hee

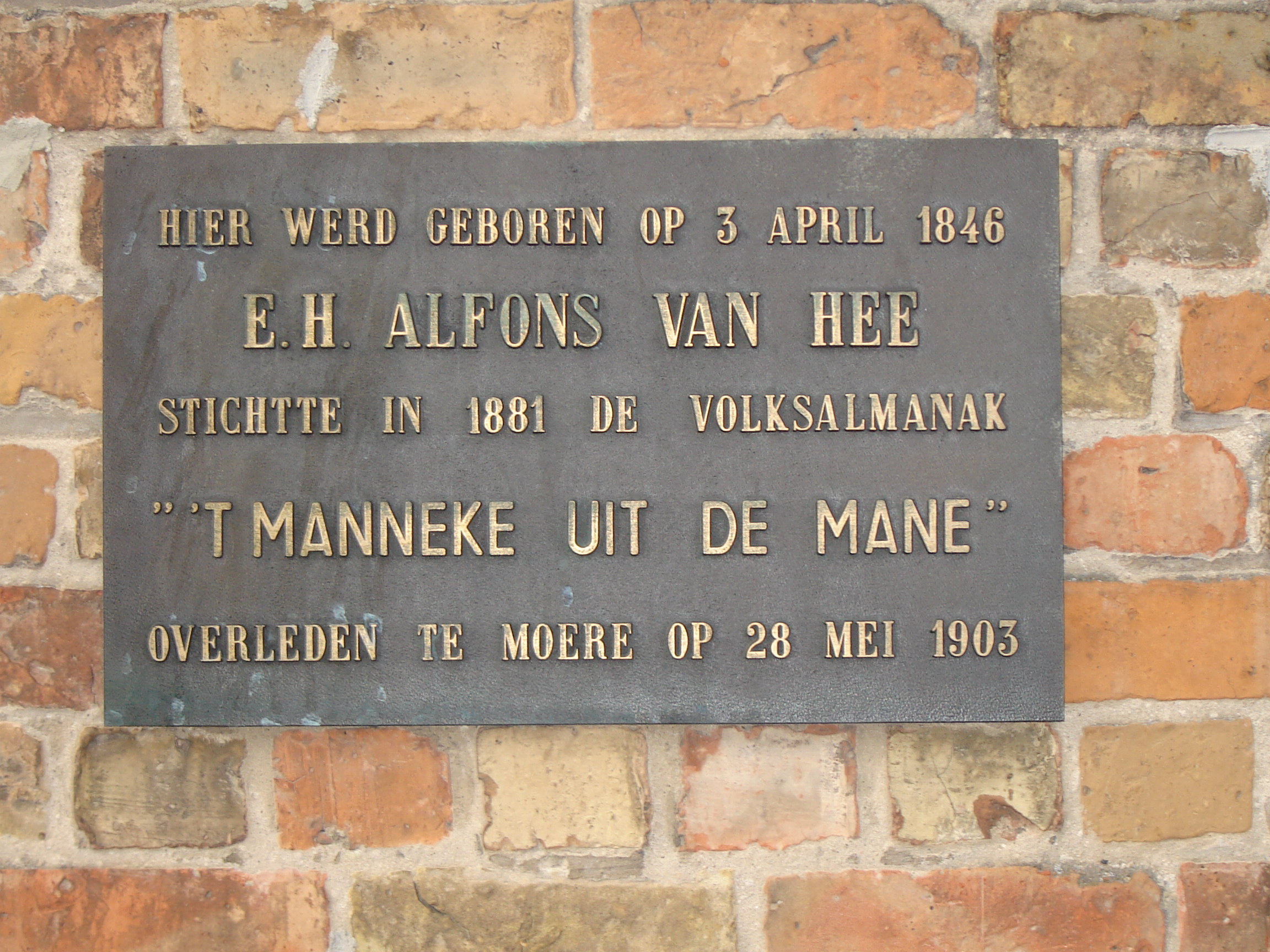
Gedenkplaat aan geboortehuis in Lo

Alfons Van Hee (Lo, 3 april 1846 – Moere, 28 mei 1903) was een Vlaams priester. Hij is vooral bekend als oprichter van 't Manneke uit de Mane.

## Levensloop
Alfons Van Hee volbracht zijn middelbare studies aan het Klein Seminarie van Roeselare, waar hij als leerling het voorzitterschap van de 'Lettergilde' uitoefende.
Tijdens zijn seminariejaren leverde hij bescheiden bijdragen voor het Westvlaams Idioticon van Leonard Lodewijk De Bo en voor het Loquela van Guido Gezelle. Hij correspondeerde hierover met Gezelle.
In 1873 tot priester gewijd, werd hij leraar aan het Klein Seminarie van Roeselare. Hij onderging er de invloed van collega's, zoals Hugo Verriest, die zijn Vlaamsgezinde overtuiging versterkten en met wie hij zich inspande om bij de leerlingen overtuiging voor de Vlaamse zaak bij te brengen. Als gevolg van de Groote Stooringe (1875), waarbij hij nochtans niet betrokken was, werd hij uit de school verwijderd. Van Hee stond bekend als flamingant en superior Henri Delbar had over hem verklaard dat hij "si flamingant" was "que je serais heureux d'en être débarassé".
Hij werd aangesteld als coadjutor in Alveringem en zes maanden later als kapelaan in Wijtschate. In 1885 werd hij kapelaan in Langemark en in 1900 pastoor in Moere, waar hij na amper drie jaar herderschap overleed en aan de oostelijke ingang van de Sint-Niklaaskerk werd begraven.
Van Hee onderhield steeds de contacten met geestesgenoten, meer bepaald als lid van de door Hugo Verriest opgerichte geheime vriendenkring onder de naam van De Swighenden Eede. Hij werd vooral bekend door de oprichting van 't Manneke uit de Mane, een West-Vlaamse Volksalmanak.
Hij was, net als zijn broer Edmond Van Hee, vriend van Guido Gezelle. Gezelle stuurde hem het gedichtje Uw mes hebt gij gebezigd ... en vergeten naar aanleiding van een maaltijd die Van Hee in 1880 bij Gezelle genoot.

## Publicaties
In de jaren achttien zeventig schreef Van Hee in Vlaamsgezinde studententijdschriften onder pseudoniemen zoals J. Spanooghe, Ritsen en Die Vlaeghe.
In 1881 stichtte hij en werd hij hoofdredacteur van de volksalmanak 't Manneke uit de Mane (gepubliceerd onder de hoede van "De Swighenden Eede"), wat hij bleef tot aan zijn dood. Na 1891 schreef hij ook enkele bijdragen in Biekorf. Hij schreef talrijke bijdragen in het West-Vlaamsch Idioticon van De Bo, Loquela van Gezelle, De Vlaamsche Vlagge en De Nieuwe Tijd.
Hij publiceerde blijspelen in De Nieuwe Tijd. Voorts schreef hij, naast enkele gedichten, vooral humoristische verhalen en anekdoten. Enkele titels:
- Jan Welgemoed
- Joos Spanoghe
- Het Testament, blijspel
- Studenten
- De Twee Gebroeders
- Boerenkrakeel, blijspel

## Het 'Manneke'
Na de dood van pastoor Van Hee volgde Adolf van Mullem, drukker van de almanak, hem op als hoofdredacteur. Tijdens de Eerste Wereldoorlog verscheen  't Manneke niet en na de oorlog werd de uitgave opgeheven wegens gebrek aan medewerkers. In 1923 herrees  't Manneke onder impuls van Achiel Denys, hierbij gesteund door Edward Vermeulen (Warden Oom), oud-leerling van Hugo Verriest. Van 1923 tot 1930 werd de volksalmanak nog altijd in Brugge gedrukt. Na 1930 kwam een lange onderbreking.
Pas in 1964 werd de draad weer opgenomen en verschijnt het 't Manneke uit de Mane weer elk jaar, onder impuls van een Orde die verdienstelijke Vlamingen met het zwaard (of met de 'koterhaak' of pook) tot ridder slaat.

## Hulde
- In Moere, het dorp waar hij stierf, werd Van Hee postuum gelauwerd met een beeld van het "manneke", in de Alfons Vanheestraat.
- In de Sint-Niklaaskerk werd een gedenkteken voor hem opgericht.
- In Lo werd een herinneringsplaat aangebracht op de gevel van zijn geboortehuis.
- In Beerst (Diksmuide) en in Spiere-Helkijn is er een Alfons Van Heestraat.